# Ralph Gibson
Ralph Gibson (ur. 16 stycznia 1939 r. w Los Angeles w Kalifornii) - jest amerykańskim artystą fotografikiem znanym ze swych albumów fotograficznych. Jego zdjęcia często zawierają podtekst erotyczny i tajemniczy, budują w sobie narracyjny sens przez konceptualizm i zestawienie surrealistyczne.
Gibson otrzymał stypendium od National Endowment for the Arts (1973, 1975, 1986), Deutscher Akademischer Austauschdienst (D.A.A.D.) Exchange, Berlin (1977), New York State Council of the Arts (C.A.P.S.) (1977), i John Simon Guggenheim Memorial Foundation (1985).
Został uhonorowany medalem Officier de L'Ordre des Arts et des Lettres (1986) i przyznano mu tytuł Commandeur de L'Ordre des Arts et des Lettres (2002) przyznany przez rząd francuski. 
Jego nagrody to: Leica Medal of Excellence Award (1988), "150 Years of Photography" Award, Photographic Society of Japan (1989), a Grande Medaille de la Ville d'Arles (1994) and the Lucie Award for life time achievement (2007).
Gibson otrzymał także honorowy doktorat Sztuk Pięknych na University of Maryland, College Park (1991), oraz drugi na Uniwersytecie Sztuk Pięknych w Ohio Wesleyan University (1997).

## Wybrane prace
- The Somnambulist Lustrum Press, 1970; part 1 of a trilogy
- Déjà-Vu Lustrum Press, 1973, part 2 of a trilogy
- Days at Sea Lustrum Press, 1975, part 3 of a trilogy
- Syntax (1983)
- Tropism (1987)
- L'Anonyme (1987)
- L'Histoire de France (1991), introduction by Marguerite Duras.
- State of the Axe: Guitar Masters in Photographs and Words (2008), Museum Fine Arts Houston, Foreword by Anne Wilkes Tucker; Preface by Les Paul.
- Gluggengligen: Focus Like a Pro